# Kostolište
Kostolište (Hongaars:Egyházhely) is een Slowaakse gemeente in de regio Bratislava, en maakt deel uit van het district Malacky.
Kostolište telt 1034 inwoners.